# Férfi egyéni műkorcsolya az 1984. évi téli olimpiai játékokon
Az 1984. évi téli olimpiai játékokon a műkorcsolya férfi egyéni versenyszámát versenyszámát február 15. és 18. között rendezték. Az aranyérmet az amerikai Scott Hamilton nyerte. A versenyszámban nem vett részt magyar versenyző.

## Eredmények
Az egyes szakaszokban (kötelező elemek, rövid program, kűr) kilenc bíró pontozta a versenyzőket. A pontok alapján a bírók mindegyikénél külön-külön kialakult egy sorrend az egyes szakaszokra vonatkozóan és ez egy helyezési pontszámot is jelentett. Az egyes szakaszok eredménye a következő kritériumok alapján alakult ki:
1. „Többségi helyezések száma”. Az a versenyző végzett előrébb, akit a bírók többsége előrébb rangsorolt. A bírók többsége azt jelentette, hogy a legjobb 5 helyezést adó bíró helyezési pontszámait vették figyelembe, de ha az 5. bíró helyezésével még volt azonos helyezés, akkor az(oka)t is figyelembe vették. Ezt az adatot tartalmazza az oszlop. (Pl. a „6×3+” azt jelenti, hogy a versenyző 6 bírónál az első 3 hely valamelyikén végzett.)
2. „Többségi helyezések összege” (a figyelembe vett bírók helyezési pontszámainak összege)
3. „Helyezések összege” (az összes bíró helyezési pontszámainak összege)

A versenyszám végeredményét az összesített helyezési pontszám határozta meg, amely az alábbiak összegéből állt:
- A kötelező elemek helyezési pontszámának 0,6-szorosa (az összesítés 30%-a),
- A rövid program helyezési pontszámának 0,4-szerese (az összesítés 20%-a),
- A kűr helyezési pontszámának 1-szerese (az összesítés 50%-a).

Az alacsonyabb helyezési pontszámmal rendelkező versenyző végzett előrébb. Egyenlő helyezési pontszám esetén a kűrben elért jobb helyezés döntött.

### Kötelező elemek
A kötelező programot február 13-án rendezték.
| Hely. | Versenyző              | Nemzet                 | Többségi helyezések száma | Többségi helyezések összege | Helyezések összege | Pont  | Helyezési pontszám |
| ----- | ---------------------- | ---------------------- | ------------------------- | --------------------------- | ------------------ | ----- | ------------------ |
| 1.    | Scott Hamilton         | Egyesült Államok (USA) | 9×1+                      | 9,0                         | 9,0                | 108,9 | 0,6                |
| 2.    | Jean-Christophe Simond | Franciaország (FRA)    | 5×2+                      | 10,0                        | 22,0               | 102,6 | 1,2                |
| 3.    | Rudi Cerne             | NSZK (FRG)             | 9×3+                      | 23,0                        | 23,0               | 102,1 | 1,8                |
| 4.    | Jozef Sabovčík         | Csehszlovákia (TCH)    | 5×4+                      | 20,0                        | 42,0               | 98,2  | 2,4                |
| 5.    | Alekszandr Fagyejev    | Szovjetunió (URS)      | 9×5+                      | 41,0                        | 41,0               | 97,6  | 3,0                |
| 6.    | Heiko Fischer          | NSZK (FRG)             | 5×5+                      | 23,0                        | 48,0               | 96,3  | 3,6                |
| 7.    | Brian Orser            | Kanada (CAN)           | 6×7+                      | 40,0                        | 64,0               | 93,5  | 4,2                |
| 8.    | Brian Boitano          | Egyesült Államok (USA) | 7×9+                      | 61,0                        | 84,0               | 89,7  | 4,8                |
| 9.    | Norbert Schramm        | NSZK (FRG)             | 5×9+                      | 41,0                        | 87,0               | 89,3  | 5,4                |
| 10.   | Gary Beacom            | Kanada (CAN)           | 5×10+                     | 47,0                        | 94,0               | 88,6  | 6,0                |
| 11.   | Vlagyimir Kotyin       | Szovjetunió (URS)      | 7×11+                     | 67,0                        | 92,0               | 89,0  | 6,6                |
| 12.   | Grzegorz Filipowski    | Lengyelország (POL)    | 5×11+                     | 49,0                        | 98,0               | 87,4  | 7,2                |
| 13.   | Lars Åkesson           | Svédország (SWE)       | 7×12+                     | 75,0                        | 102,0              | 87,2  | 7,8                |
| 14.   | Laurent Depouilly      | Franciaország (FRA)    | 7×15+                     | 101,0                       | 138,0              | 80,6  | 8,4                |
| 15.   | Falko Kirsten          | NDK (GDR)              | 5×15+                     | 69,0                        | 148,0              | 78,8  | 9,0                |
| 16.   | Ogava Maszaru          | Japán (JPN)            | 7×16+                     | 105,0                       | 140,0              | 80,0  | 9,6                |
| 17.   | Milan Begović          | Jugoszlávia (YUG)      | 5×16+                     | 77,0                        | 149,0              | 78,7  | 10,2               |
| 18.   | Mark Cockerell         | Egyesült Államok (USA) | 5×17+                     | 81,0                        | 154,0              | 77,4  | 10,8               |
| 19.   | Cameron Medhurst       | Ausztrália (AUS)       | 7×18+                     | 120,0                       | 161,0              | 76,6  | 11,4               |
| 20.   | Jaimee Eggleton        | Kanada (CAN)           | 7×20+                     | 137,0                       | 179,0              | 73,0  | 12,0               |
| 21.   | Paul Robinson          | Nagy-Britannia (GBR)   | 5×20+                     | 96,0                        | 181,0              | 72,6  | 12,6               |
| 22.   | Xu Zhaoxiao            | Kína (CHN)             | 9×22+                     | 195,0                       | 195,0              | 68,7  | 13,2               |
| 23.   | Cso Hehjong            | Dél-Korea (KOR)        | 9×23+                     | 207,0                       | 207,0              | 61,0  | 13,8               |

### Rövid program
A rövid programot február 14-én rendezték.
| Hely. | Versenyző              | Nemzet                 | Többségi helyezések száma | Többségi helyezések összege | Helyezések összege | Pont  | Helyezési pontszám |
| ----- | ---------------------- | ---------------------- | ------------------------- | --------------------------- | ------------------ | ----- | ------------------ |
| 1.    | Brian Orser            | Kanada (CAN)           | 6×1+                      | 6,0                         | 12,0               | 104,2 | 0,4                |
| 2.    | Scott Hamilton         | Egyesült Államok (USA) | 9×2+                      | 15,0                        | 15,0               | 104,5 | 0,8                |
| 3.    | Brian Boitano          | Egyesült Államok (USA) | 6×4+                      | 21,0                        | 38,0               | 101,1 | 1,2                |
| 4.    | Jean-Christophe Simond | Franciaország (FRA)    | 5×5+                      | 21,0                        | 51,0               | 100,4 | 1,6                |
| 5.    | Jozef Sabovčík         | Csehszlovákia (TCH)    | 5×5+                      | 21,0                        | 54,0               | 100,1 | 2,0                |
| 6.    | Rudi Cerne             | NSZK (FRG)             | 8×6+                      | 36,0                        | 43,0               | 101,2 | 2,4                |
| 7.    | Norbert Schramm        | NSZK (FRG)             | 7×7+                      | 43,0                        | 60,0               | 99,8  | 2,8                |
| 8.    | Alekszandr Fagyejev    | Szovjetunió (URS)      | 5×7+                      | 25,0                        | 64,0               | 99,5  | 3,2                |
| 9.    | Vlagyimir Kotyin       | Szovjetunió (URS)      | 6×9+                      | 50,0                        | 82,0               | 97,6  | 3,6                |
| 10.   | Heiko Fischer          | NSZK (FRG)             | 5×9+                      | 41,0                        | 82,0               | 97,1  | 4,0                |
| 11.   | Gary Beacom            | Kanada (CAN)           | 6×11+                     | 60,0                        | 97,0               | 96,0  | 4,4                |
| 12.   | Grzegorz Filipowski    | Lengyelország (POL)    | 6×12+                     | 69,0                        | 109,0              | 94,8  | 4,8                |
| 13.   | Laurent Depouilly      | Franciaország (FRA)    | 7×13+                     | 84,0                        | 114,0              | 93,7  | 5,2                |
| 14.   | Ogava Maszaru          | Japán (JPN)            | 7×14+                     | 94,0                        | 125,0              | 91,8  | 5,6                |
| 15.   | Lars Åkesson           | Svédország (SWE)       | 5×15+                     | 75,0                        | 144,0              | 88,0  | 6,0                |
| 16.   | Cameron Medhurst       | Ausztrália (AUS)       | 8×16+                     | 122,0                       | 140,0              | 88,8  | 6,4                |
| 17.   | Mark Cockerell         | Egyesült Államok (USA) | 7×17+                     | 112,0                       | 150,0              | 88,1  | 6,8                |
| 18.   | Xu Zhaoxiao            | Kína (CHN)             | 8×18+                     | 141,0                       | 160,0              | 86,2  | 7,2                |
| 19.   | Jaimee Eggleton        | Kanada (CAN)           | 5×19+                     | 89,0                        | 169,0              | 83,8  | 7,6                |
| 20.   | Paul Robinson          | Nagy-Britannia (GBR)   | 5×20+                     | 98,0                        | 183,0              | 81,4  | 8,0                |
| 21.   | Falko Kirsten          | NDK (GDR)              | 8×21+                     | 162,0                       | 184,0              | 79,9  | 8,4                |
| 22.   | Milan Begović          | Jugoszlávia (YUG)      | 9×22+                     | 196,0                       | 196,0              | 77,2  | 8,8                |
| 23.   | Cso Hehjong            | Dél-Korea (KOR)        | 9×23+                     | 207,0                       | 207,0              | 64,9  | 9,2                |

### Kűr
A kűrt február 16-án rendezték.
| Hely. | Versenyző              | Nemzet                 | Többségi helyezések száma | Többségi helyezések összege | Helyezések összege | Pont  | Helyezési pontszám |
| ----- | ---------------------- | ---------------------- | ------------------------- | --------------------------- | ------------------ | ----- | ------------------ |
| 1.    | Brian Orser            | Kanada (CAN)           | 8×1+                      | 8,0                         | 10,0               | 105,4 | 1,0                |
| 2.    | Scott Hamilton         | Egyesült Államok (USA) | 6×2+                      | 11,0                        | 24,0               | 104,2 | 2,0                |
| 3.    | Jozef Sabovčík         | Csehszlovákia (TCH)    | 6×3+                      | 15,0                        | 29,0               | 103,4 | 3,0                |
| 4.    | Rudi Cerne             | NSZK (FRG)             | 6×4+                      | 23,0                        | 43,0               | 102,3 | 4,0                |
| 5.    | Brian Boitano          | Egyesült Államok (USA) | 7×5+                      | 28,0                        | 43,0               | 102,1 | 5,0                |
| 6.    | Vlagyimir Kotyin       | Szovjetunió (URS)      | 5×6+                      | 26,0                        | 61,0               | 100,7 | 6,0                |
| 7.    | Alekszandr Fagyejev    | Szovjetunió (URS)      | 5×7+                      | 25,0                        | 66,0               | 100,5 | 7,0                |
| 8.    | Norbert Schramm        | NSZK (FRG)             | 7×8+                      | 50,0                        | 68,0               | 100,2 | 8,0                |
| 9.    | Jean-Christophe Simond | Franciaország (FRA)    | 5×8+                      | 36,0                        | 75,0               | 99,4  | 9,0                |
| 10.   | Mark Cockerell         | Egyesült Államok (USA) | 6×10+                     | 53,0                        | 87,0               | 97,6  | 10,0               |
| 11.   | Gary Beacom            | Kanada (CAN)           | 5×11+                     | 44,0                        | 97,0               | 97,1  | 11,0               |
| 12.   | Heiko Fischer          | NSZK (FRG)             | 5×11+                     | 51,0                        | 103,0              | 96,3  | 12,0               |
| 13.   | Falko Kirsten          | NDK (GDR)              | 5×12+                     | 58,0                        | 114,0              | 95,3  | 13,0               |
| 14.   | Ogava Maszaru          | Japán (JPN)            | 5×14+                     | 67,0                        | 132,0              | 93,4  | 14,0               |
| 15.   | Grzegorz Filipowski    | Lengyelország (POL)    | 5×14+                     | 68,0                        | 132,0              | 93,5  | 15,0               |
| 16.   | Laurent Depouilly      | Franciaország (FRA)    | 5×15+                     | 71,0                        | 136,0              | 93,2  | 16,0               |
| 17.   | Xu Zhaoxiao            | Kína (CHN)             | 5×17+                     | 82,0                        | 155,0              | 90,3  | 17,0               |
| 18.   | Lars Åkesson           | Svédország (SWE)       | 8×18+                     | 137,0                       | 156,0              | 90,4  | 18,0               |
| 19.   | Jaimee Eggleton        | Kanada (CAN)           | 8×20+                     | 156,0                       | 177,0              | 86,0  | 19,0               |
| 20.   | Cameron Medhurst       | Ausztrália (AUS)       | 7×20+                     | 134,0                       | 176,0              | 87,1  | 20,0               |
| 21.   | Milan Begović          | Jugoszlávia (YUG)      | 5×21+                     | 101,0                       | 189,0              | 84,0  | 21,0               |
| 22.   | Paul Robinson          | Nagy-Britannia (GBR)   | 9×22+                     | 193,0                       | 193,0              | 82,6  | 22,0               |
| 23.   | Cso Hehjong            | Dél-Korea (KOR)        | 9×23+                     | 207,0                       | 207,0              | 69,1  | 23,0               |

### Végeredmény
| Helyezés | Versenyző              | Nemzet                 | Helyezési pontszámok | Helyezési pontszámok | Helyezési pontszámok | Helyezési pontszámok |
| Helyezés | Versenyző              | Nemzet                 | Kötelező elemek      | Rövid program        | Kűr                  | Összesen             |
| -------- | ---------------------- | ---------------------- | -------------------- | -------------------- | -------------------- | -------------------- |
| Arany    | Scott Hamilton         | Egyesült Államok (USA) | 0,6                  | 0,8                  | 2,0                  | 3,4                  |
| Ezüst    | Brian Orser            | Kanada (CAN)           | 4,2                  | 0,4                  | 1,0                  | 5,6                  |
| Bronz    | Jozef Sabovčík         | Csehszlovákia (TCH)    | 2,4                  | 2,0                  | 3,0                  | 7,4                  |
| 4.       | Rudi Cerne             | NSZK (FRG)             | 1,8                  | 2,4                  | 4,0                  | 8,2                  |
| 5.       | Brian Boitano          | Egyesült Államok (USA) | 4,8                  | 1,2                  | 5,0                  | 11,0                 |
| 6.       | Jean-Christophe Simond | Franciaország (FRA)    | 1,2                  | 1,6                  | 9,0                  | 11,8                 |
| 7.       | Alekszandr Fagyejev    | Szovjetunió (URS)      | 3,0                  | 3,2                  | 7,0                  | 13,2                 |
| 8.       | Vlagyimir Kotyin       | Szovjetunió (URS)      | 6,6                  | 3,6                  | 6,0                  | 16,2                 |
| 9.       | Norbert Schramm        | NSZK (FRG)             | 5,4                  | 2,8                  | 8,0                  | 16,2                 |
| 10.      | Heiko Fischer          | NSZK (FRG)             | 3,6                  | 4,0                  | 12,0                 | 19,6                 |
| 11.      | Gary Beacom            | Kanada (CAN)           | 6,0                  | 4,4                  | 11,0                 | 21,4                 |
| 12.      | Grzegorz Filipowski    | Lengyelország (POL)    | 7,2                  | 4,8                  | 15,0                 | 27,0                 |
| 13.      | Mark Cockerell         | Egyesült Államok (USA) | 10,8                 | 6,8                  | 10,0                 | 27,6                 |
| 14.      | Ogava Maszaru          | Japán (JPN)            | 9,6                  | 5,6                  | 14,0                 | 29,2                 |
| 15.      | Laurent Depouilly      | Franciaország (FRA)    | 8,4                  | 5,2                  | 16,0                 | 29,6                 |
| 16.      | Falko Kirsten          | NDK (GDR)              | 9,0                  | 8,4                  | 13,0                 | 30,4                 |
| 17.      | Lars Åkesson           | Svédország (SWE)       | 7,8                  | 6,0                  | 18,0                 | 31,8                 |
| 18.      | Xu Zhaoxiao            | Kína (CHN)             | 13,2                 | 7,2                  | 17,0                 | 37,4                 |
| 19.      | Cameron Medhurst       | Ausztrália (AUS)       | 11,4                 | 6,4                  | 20,0                 | 37,8                 |
| 20.      | Jaimee Eggleton        | Kanada (CAN)           | 12,0                 | 7,6                  | 19,0                 | 38,6                 |
| 21.      | Milan Begović          | Jugoszlávia (YUG)      | 10,2                 | 8,8                  | 21,0                 | 40,0                 |
| 22.      | Paul Robinson          | Nagy-Britannia (GBR)   | 12,6                 | 8,0                  | 22,0                 | 42,6                 |
| 23.      | Cso Hehjong            | Dél-Korea (KOR)        | 13,8                 | 9,2                  | 23,0                 | 46,0                 |